# Jobinia streptantha
Jobinia streptantha är en oleanderväxtart som först beskrevs av Gustaf Oskar Andersson Malme, och fick sitt nu gällande namn av Liede och Meve. Jobinia streptantha ingår i släktet Jobinia och familjen oleanderväxter. Inga underarter finns listade i Catalogue of Life.